# Breivikeidet
Breivikeidet est une localité du comté de Troms, en Norvège.

## Géographie
Administrativement, Breivikeidet fait partie de la kommune de Tromsø.